# Sicyonia ommanneyi
Sicyonia ommanneyi är en kräftdjursart som beskrevs av Hall 1956. Sicyonia ommanneyi ingår i släktet Sicyonia och familjen Sicyoniidae. Inga underarter finns listade i Catalogue of Life.